# Grzegorz Laszuk

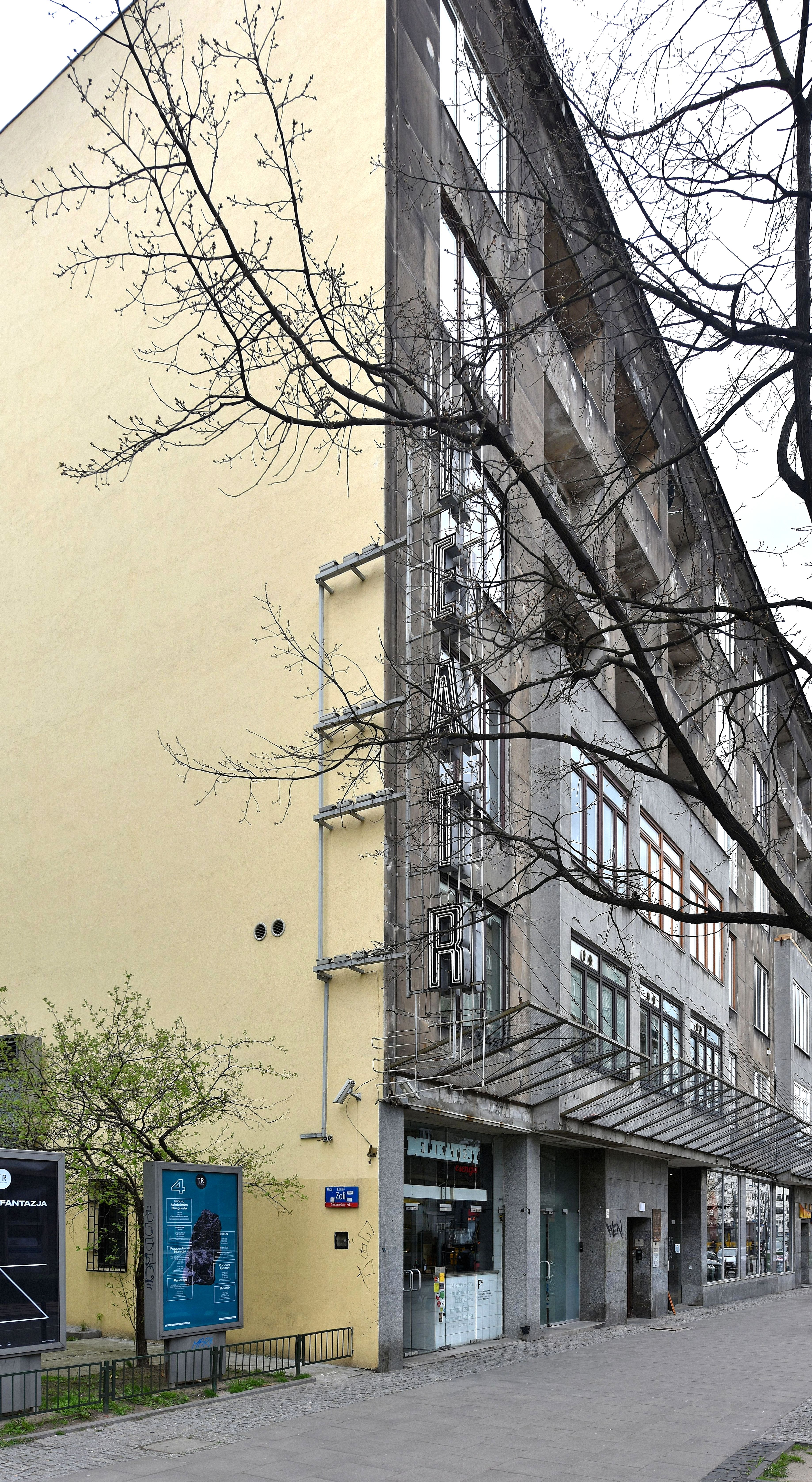
Teatr Rozmaitości w Warszawie, z którym współpracował Grzegorz Laszuk

Grzegorz Laszuk (ur. 4 stycznia 1967) – reżyser, grafik, muzyk, współzałożyciel grupy teatralnej Komuny Otwock (obecnie Komuna Warszawa). Właściciel studia graficznego „Książki i Strony”. Pomysłodawca kolektywnego projektu internetowego Radio Kapitał. Z wykształcenia prawnik. Zasłynął jako autor plakatów kontrowersyjnych sztuk wystawianych przez TR Warszawa, dawny Teatr Rozmaitości. Stale współpracuje m.in. z Centrum Sztuki Współczesnej Zamek Ujazdowski, TR Warszawa, Gutek-Film oraz Muzeum Narodowym w Warszawie. Czynnie udziela się w stowarzyszeniu Komuna/Warszawa.

## Życiorys

### Wykształcenie
Ukończył Policealne Studium Poligraficzne, rzemiosło ćwiczył w drukarni „Spółdzielnia Gryf”. Od początku fascynowały go zagadnienia techniczne.

### Kariera zawodowa
Jest uważany za jednego z najciekawszych twórców średniego pokolenia – projektanta, który wciąż poszukuje, aktualizuje i rewiduje swój wizualny język. Pierwsze doświadczenia pracy w programach, które dawały możliwość integrowania fotografii z grafiką – we wczesnych latach 90. były to Ventura i Adobe PageMaker – doprowadziły go do wniosku, że grafik nie musi opanować warsztatu artysty plastyka, żeby sprawnie łączyć tekst i obraz. Był to dla Laszuka przełom twórczy. Lata debiutu Laszuka przypadają na okres raczkującej kultury wizualnej wczesnej fazy polskiego kapitalizmu, który z jednej strony cechował chaos, brak standardów i usankcjonowanych kodów, z drugiej – dawał niespotykane później możliwości młodym twórcom. Laszuk szybko z dostawcy ulotek awansował do roli głównego projektanta plakatów do sztuk Krzysztofa Warlikowskiego i Grzegorza Jarzyny. Współpracował z Teatrem Rozmaitości (dziś TR Warszawa) m.in. przy spektaklach: „Hamlet”, (1999) „Bachantki” (2001), „Anioły w Ameryce” (2007), „Macbeth” (2007), „Nosferatu” (2011).
Cykl plakatów, który zrealizował dla TR charakteryzuje połączenie silnej ekspresyjności obrazów – najczęściej zdjęć, z wyrazistą typografią i śmiałą kolorystyką. Laszuk wypracował w nich indywidualny, nacechowany emocjonalnie styl. Rewolucyjny potencjał tych plakatów bierze się nie tylko z ich warstwy estetycznej, ale także z integralności z przekazem spektakli. Poruszane w nich tematy – wolności seksualnej, praw gejów i lesbijek, definicji zdrowia i choroby psychicznej, swobód obywatelskich, zagrożeń demokracji w polskiej przestrzeni społecznej są wciąż kontrowersyjne. Polityczny przekaz jest dla Laszuka, którego wrażliwość kształtowały ruchy anarchistyczne i punkowe lat 80. i 90. czymś naturalnym.
Równolegle do prac dla TR Warszawa, dla którego stworzył m.in. nową identyfikację wizualną, Laszuk rozwija od 1995 współpracę z Centrum Sztuki Współczesnej Zamek Ujazdowski w Warszawie, projektując katalogi wystaw i informatory (logotyp Kino.Lab). Dbał również o oprawę wizualną własnych działań w ramach Komuny/Warszawa, projektował wydawnictwa Fundacji Nowej Kultury Bęc Zmiana.

## Twórczość
Zaprojektował plakaty m.in. do „Hamleta”, „Oczyszczonych” i „Dybuka” Krzysztofa Warlikowskiego, „Stosunków Klary” Krystiana Lupy i „Uroczystości” Grzegorza Jarzyny. Jest reżyserem sztuk:
- 7 pieśni o awangardzie – Komunia// Warszawa, Instytut Teatralny
- Hannah Arendt: Ucieczka – Teatr Powszechny w Łodzi
- Myśli nowoczesnego Polaka. Roman Dmowski (nieautoryzowana biografia) – Teatr Polski w Poznaniu
- Księgi – Komuna/Warszawa
- Złota skała.Opowieść o Robercie Brylewskim[4]

## Działalność

### Komuna Otwock
W 1989 roku wraz z Pawłem Stankiewiczem założył stowarzyszenie Komuna Otwock. Po dwudziestu latach istnienia Komuna Otwock, czyli jednej najbardziej radykalnych grup polskiego teatru offowego, znanej z licznych przedstawień, happeningów i kampanii społecznych, zakończyła swoją działalność. W jej miejsce Grzegorz Laszuk powołał do życia nową inicjatywę nastawioną na działalność twórczą Komunę/Warszawa.
Laszuk o nowej inicjatywie: „Chcemy się trochę odciąć od anarchistyczno-rewolucyjnych korzeni […] raczej chcemy być takim mieszczańskim, dobrym, komunowym wydarzeniem, producentem spektakli oraz twórcami jakiegoś miejsca”.

### TR Warszawa (wcześniej Teatr Rozmaitości)
Współpracę z TR Warszawa (wtedy jeszcze funkcjonującego jako Teatr Rozmaitości) Laszuk rozpoczął pod koniec lat 90., przed premierą Hamleta (1999) w reż. Krzysztofa Warlikowskiego. Laszuk, razem ze swoim fotografem, zorganizowali Jackowi Poniedziałkowi sesję fotograficzną. Jej efektem było pamiętne zdjęcie wykorzystane na plakacie reklamującym Hamleta, na którym półnagi aktor okryty jest królewskim płaszczem.

## Książki biograficzne

### „TR Laszuk”
Bogato ilustrowana, dwujęzyczna książka prezentuje nowatorskie projekty Grzegorza Laszuka dla awangardowego teatru TR Warszawa. Pierwsze plakaty Laszuka stworzone pod koniec lat 90. na zamówienie teatru były wyznacznikami całkowicie nowego podejścia do projektowania graficznego i razem z teatralnymi eksperymentami stworzyły wyjątkową jakość na polskiej scenie kulturalnej.
Książka ukazuje długoletnią współpracę grafika Grzegorza Laszuka z TR Warszawa. Wydana została przez TR Warszawa i Fundację Nowej Kultury Bęc Zmiana. Prezentuje m.in. projekty graficzne Grzegorza Laszuka wykonane dla TR Warszawa. Zawiera fotografie Macieja Landsberga, wywiady z twórcami TR Warszawa, w tym z wieloletnim szefem tej sceny Grzegorzem Jarzyną. W książce znajduje się również wywiad z Agnieszką Tuszyńską, rozmowa z Grzegorzem Laszukiem przeprowadzona przez krytyka teatralnego Romana Pawłowskiego oraz krytyczny wstęp sytuujący fenomen prac Laszuka w kontekście przemian dizajnu w Polsce.
„Przejmując teatr, wiedziałem, że musi on mieć mocną identyfikację wizualną. Zależało mi na tym, aby wyrobić mocną markę, a do tego potrzebna jest silna, wyrazista identyfikacja graficzna. Okazało się, że Grzegorz myśli bardzo teatralnie. Pracując nad plakatem, potrafi na pierwszy plan wysunąć istotę i sens spektaklu” – mówi Jarzyna w wywiadzie zamieszczonym w książce.Jarzyna przyznaje też, że niektóre propozycje Laszuka czasem go zaskakiwały, mimo że dany plakat mu się podobał. Tak było w przypadku „Macbetha”. „Okazało się jednak, że była to de facto bardzo silna propozycja. Dzięki temu, że plakat przedstawiał niejako apokaliptyczną twarz z zaświatów, otwierał drzwi do jakiejś otchłani myśli, katastrofy, która dzieje się w ludzkiej głowie. Tak więc do plakatów Grzegorza często się dojrzewa” – ocenił Jarzyna.
Sam Laszuk opowiada też w książce o współpracy z reżyserami i o potrzebie przepracowania stereotypu, że plakat ma odzwierciedlać to, co „reżyserzy mają w głowie”:

Rozmowy były ciężkie. Przy okazji „Stosunków Klary” kłóciliśmy się okrutnie z Krystianem Lupą, który chciał mieć duży wpływ na plakat. Kiedy powiedziałem, jaką mam wizję, wrzeszczał na mnie przez pół godziny. Mało zawału nie dostałem

.

## Cytaty
1. Laszuk o swoim zawodzie: „Możliwe, że stracę ten zawód, bo coś się nie poukłada i wtedy będzie mi smutno, ale taka jest kolej rzeczy. Znajdzie się inny, ciekawszy miejmy nadzieję.” („Miliard Rzeczy dookoła”)[3]
2. Laszuk o swoim zawodzie: „Wydaje mi się, że z książkami jest jak z butami, które się zużywają i trzeba je wyrzucać.” To zabawne porównanie ma uświadomić paradoks, który leży u podstaw zawodu projektanta i związane z nim napięcia. Laszuk idzie jeszcze dalej konstatując: „Nie jestem artystą. Jestem projektantem użytkowym.”[3]
3. „Szukałem zawodu, który pomoże mi zapanować nad chorobą polegającą na tym, że musiałem czytać każdą literę, każdy tekst jaki widziałem na ulicy.” („Miliard rzeczy dookoła”)[3]
4. „Istnieje w Polsce część pokolenia grafików, do którego ja się zaliczam, a które świadomie odcina się od tradycji polskiej szkoły plakatu. Ona oczywiście miała swoje gwiazdy w latach 50., 60., 70. Tomaszewski czy Szaybo tworzyli nowy styl w światowej grafice, zwłaszcza w plakatach. Ale przez to, że ta tradycja trwała 30–40 lat, przestała być świeża, a w tym fachu niezbędne jest, żeby prace były wciąż na czasie, żeby się wyróżniały. Było już tak wiele falsyfikatów w polskiej szkole plakatu i dla mnie nie do przyjęcia było, żeby to kontynuować.”[7]